# 博扬·阿达米奇
博扬·阿达米奇（Bojan Adamič，1912年8月9日—1995年11月3日），斯洛文尼亚游击队化名格雷戈尔（Gregor），著名斯洛文尼亚爵士乐作曲家，斯洛文尼亚歌节音乐以及特别是电影配乐的创作者。他还是一位热衷于摄影的人，特别关注来自普图伊的狂欢节人物。知名作品包括南斯拉夫电影《瓦尔特保卫萨拉热窝》的配乐。